# سام كولومبيا
الجمعية الجوية لميديلين (بالإسبانية: Sociedad Aeronáutica de Medellín) أو اختصاراً سام (SAM) كانت شركة طيران كولومبية تأسست في مدينة ميديلين، وقد تم دمجها لاحقًا مع شركة أفيانكا. كانت سام تعمل انطلاقًا من مطار بوينتي أيريو في بوغوتا. في الفترة ما بين 2002 و2004، كانت SAM جزءًا من تحالف سوما إلى جانب أفيانكا وإيسز، وهو تحالف تم تشكيله لمواجهة التحديات المالية والمنافسة المتزايدة.
في عام 2005، بعد دخول أفيانكا ضمن مجموعة سينرجي، تم دمج سام بالكامل معها. وفي النهاية، في عام 2010، تم استيعاب سام كولومبيا بشكل نهائي داخل مجموعة أفيانكا، وبالتالي انتهت علامتها التجارية ككيان مستقل.